# 千葉県JR線複線化等促進期成同盟
千葉県JR線複線化等促進期成同盟（ちばけんジェイアールせんふくせんかとうそくしんきせいどうめい）は、千葉県の期成同盟であり、県内の東日本旅客鉄道（JR東日本）路線の複線化整備、利便性の向上を目指して活動している。

## 概要
1989年（平成元年）に、ＪＲ外房線複線化促進期成同盟、ＪＲ佐倉・銚子間複線化促進期成同盟、ＪＲ成田線整備促進期成同盟、ＪＲ内房線複線化促進期成同盟を統合して結成された千葉県の期成同盟である。県内のJR線の複線化整備、利便性の向上、産業経済の発展を目指して活動している。会長は千葉県知事が勤めている。会員は、県内51市町村、社団法人千葉県経済協議会及び千葉県である。これ以前の期成同盟の債権・債務・財産を引き継いだ。県内8路線別に対策部会が設置され、各部会ごとにダイヤ改正及び施設整備の促進活動を行っている。

## 対策路線
- 総武本線
- 京葉線
- 武蔵野線
- 成田線
- 常磐線
  - 常磐緩行線
  - 常磐快速線
- 外房線
- 内房線
- 久留里線
- 東金線

## 活動内容
成田線（我孫子支線（我孫子 - 成田間））
統合前は、1979年（昭和54年）にJR成田線（我孫子支線）沿線の11市町村で結成ＪＲ成田線整備促進期成同盟が運動していた。